# تشارلي تومسون
تشارلي تومسون (بالإنجليزية: Charlie Thomson)‏ (2 مارس 1930 ببيرث في المملكة المتحدة - 6 يناير 2009 بنوتنغهام في المملكة المتحدة) هو لاعب كرة قدم بريطاني في مركز حراسة المرمى. لعب مع تشيلسي ونوتينغهام فورست ونادي كلايد.

## وصلات خارجية
- تشارلي تومسون على موقع قاعدة بيانات كرة القدم.إي يو (الإنجليزية)